# Église Saint-Michel de Lisbonne
L'église Saint-Michel de Lisbonne (en portugais, Igreja de São Miguel) est située dans le quartier de Santa Maria Maior, à Lisbonne.
L'édifice d'origine date du début de la nationalité, ayant été entièrement reconstruit entre 1673 et 1720 dans le style maniériste et baroque. La façade se développe en hauteur, avec deux clochers. L'intérieur a une seule nef, avec un plafond en bois et des panneaux ornementaux.
Elle a été classée Immeuble d'intérêt public le 26 février 1982.

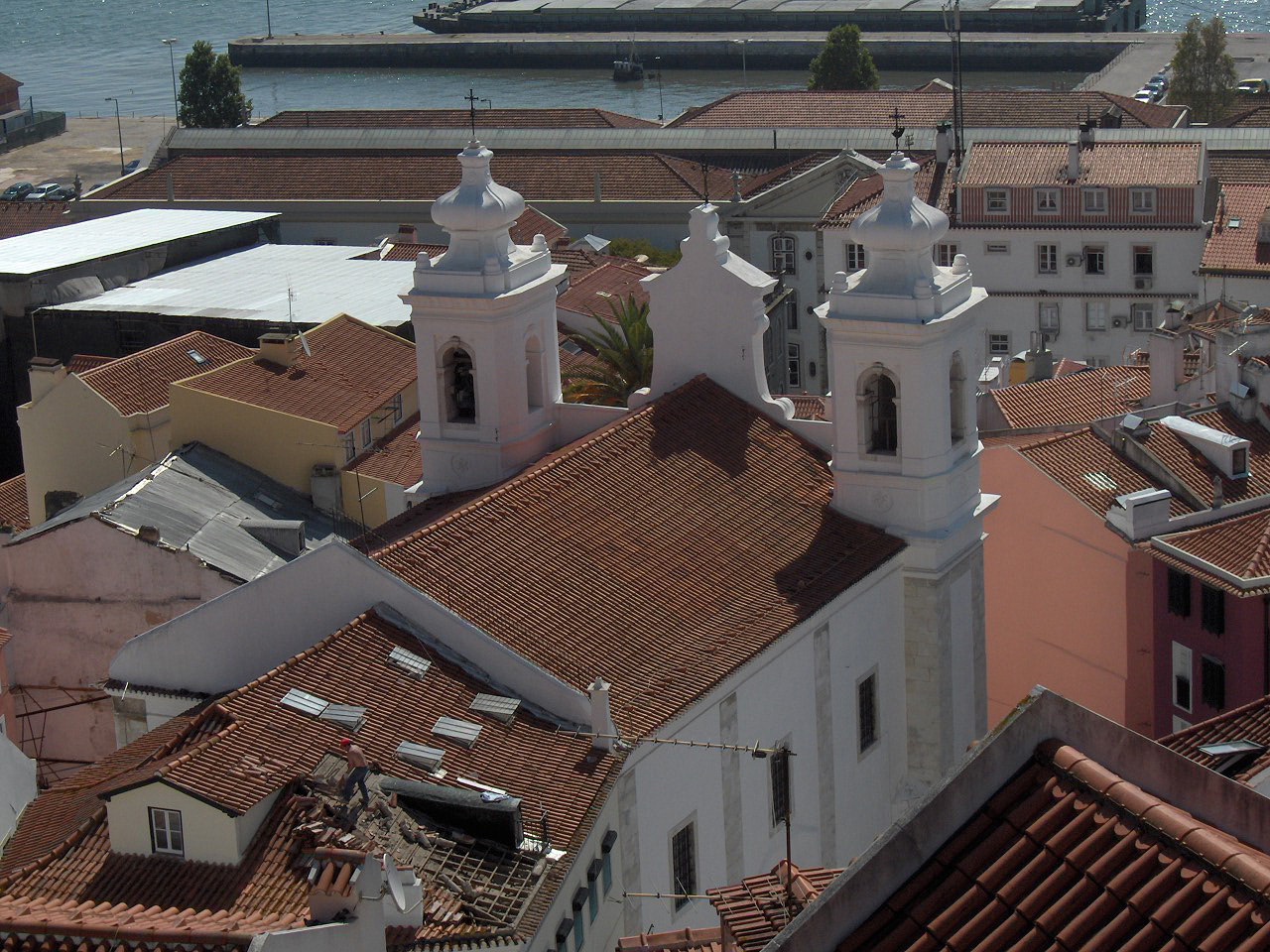
Église San Miguel.